# Florence Akins
Florence Eleanor Akins (26 de março de 1906 - 18 de outubro de 2012) foi uma artista neozelandesa.

## Vida
Akins nasceu em Christchurch em 1906 e morreu aos 106 anos em 18 de outubro de 2012 em Nelson. Ela estudou artes visuais na Canterbury College School of Art e se formou com um Diploma em Belas Artes em 1931. Akins foi um antigo membro da equipe da Escola, trabalhando lá em tempo integral de 1936 a 1969.

## Carreira
Akins trabalhou ao lado, e era amigo próximo, de outros artistas da Canterbury College of Art, Bill Sutton, Francis Shurrock e, seu amigo particular, Chrystabel Aitken. Os alunos notáveis de Akins incluíam Doris Tutill e Ngarita Johnstone.
.Akins era altamente considerada por seu trabalho em metal e por seu trabalho em têxteis. Em 1946, Akins foi convidado a incorporar a tecelagem ao currículo da Canterbury College School of Art. Ela abordou a especialista em tecelagem Josephine Glasgow para ensinar a Akins a arte da tecelagem manual, que continuou a ser ensinada na Escola até a aposentadoria de Akins em 1969.